# Mohamed Allalou
Mohamed Allalou (ur. 28 września 1973 w Algierii) – algierski bokser, brązowy medalista olimpijski z Sydney.

## Kariera amatorska
W 1996 r., Allalou reprezentował swój kraj podczas Igrzysk Olimpijskich w Atlancie. Startujący w wadze lekkopółśredniej Algierczyk w 1. walce zmierzył się z Kenijczykiem Peterem Bulingą, którego pokonał 17-3. W drugiej walce rywalem Allalou był Polak Jacek Bielski. Allalou zwyciężył 19-8, przechodząc do ćwierćfinału turnieju. Algierczyk odpadł w następnej walce, przed fazą medalową. W ćwierćfinałowej walce pokonał go Tunezyjczyk Fethi Missaoui. W 1999 r., Allalou wywalczył srebrny medal podczas Igrzysk Afrykańskich w Johannesburgu. W półfinale jego rywalem był reprezentant Ghany Ben Neequays, którego pokonał na punkty, przechodząc do finału. W finałowej walce Algierczyk zmierzył się z Ajose Olusegunem i przegrał z Nigeryjczykiem.
Po zdobyciu srebrnego medalu w kategorii lekkopółśredniej, podczas Igrzysk Afrykańskich w Johannesburgu, Allalou zdołał zakwalifikować się na Letnie Igrzyska Olimpijskie w Sydney. W pierwszej walce zmierzył się z Czechem Lukášem Konečným, dwukrotnym brązowym medalistą mistrzostw świata w kategorii lekkopółśredniej. Allalou zwyciężył 17-9, przechodząc do następnej rundy, gdzie pokonał swojego byłego rywala Bena Neequays (15-6). W ćwierćfinałowej walce Allalou zmierzył się z Włochem Svenem Parisem, a zwycięzca tego pojedynku miał zagwarantowany brązowy medal na Igrzyskach. Algierczyk dość łatwo zwyciężył 22-8, przechodząc do półfinału. W Półfinale rywalem Allalou był aktualny wtedy mistrz świata Muhammadqodir Abdullayev. Allalou poległ przed czasem, zdobywając podczas Igrzysk brązowy medal.